# Herbert F. Johnson House
La Herbert F. Johnson House o Wingspread è una residenza di Wind Point progettata da Frank Lloyd Wright. È nota come uno degli esempi più rappresentativi dello stile Prairie School di Wright, un approccio architettonico che enfatizzava l'integrazione armoniosa tra gli edifici e il paesaggio circostante. Wingspread fu commissionata da Herbert F. Johnson, presidente della compagnia SC Johnson, e la sua costruzione fu completata nel 1939.
È una delle opere più significative di Frank Lloyd Wright e rappresenta un punto di riferimento importante nella sua carriera. La casa incarna molte delle idee e delle filosofie che Wright ha sviluppato nel corso della vita, inclusa l'importanza dell'integrazione tra l'uomo, l'architettura e la natura.

## Storia e progettazione
La progettazione di Wingspread risale alla fine degli anni Trenta, quando Herbert Johnson, insieme alla moglie Irene, chiese a Frank Lloyd Wright di creare una residenza che rispecchiasse il loro desiderio di una casa spaziosa, elegante e funzionale. Wright creò un design che incorporava elementi innovativi e caratteristiche distintive del suo stile, come le linee orizzontali marcate, i tetti estesi e l'uso di materiali naturali come la pietra e il legno.
La casa è composta da un piano principale che si sviluppa attorno a un grande atrio centrale, con stanze che si aprono in modo fluido l'una nell'altra. Wright utilizzò ampie vetrate per favorire l'interazione visiva tra gli interni e il paesaggio naturale circostante, creando un legame stretto con la natura. Il progetto di Wingspread riflette anche l'idea della casa come centro vitale per la famiglia, con spazi ampi destinati alla socializzazione e al relax.

## Caratteristiche architettoniche
Wingspread è un esempio significativo dello stile prairie di Wright, che si distingue per la sua connessione con il territorio e l'uso di forme orizzontali che sembrano estendersi verso l'infinito. L'edificio è caratterizzato da un piano aperto, con un ampio soggiorno centrale che dà accesso a diverse stanze. Il tetto a più livelli e le ampie finestre sono elementi chiave che permettono alla luce naturale di inondare gli spazi interni, creando un'atmosfera luminosa e accogliente. Una caratteristica unica di Wingspread è la sua struttura a forma di ala, da cui prende il nome. Questo design innovativo rappresenta un'espansione orizzontale, in perfetta sintonia con l'idea di Wright di una casa che abbraccia la natura.

## Uso della casa
Wingspread rimase la casa di famiglia della famiglia Johnson per molti anni. Oggi la proprietà è della SC Johnson e viene utilizzata per scopi aziendali e di ospitalità, con spazi riservati a eventi e visite turistiche. Il sito è aperto al pubblico e offre visite guidate che consentono di esplorare la casa e apprendere di più sulla vita e l'opera di Frank Lloyd Wright.

## Conservazione e riconoscimenti
Wingspread è stata riconosciuta patrimonio architettonico e ha ricevuto numerosi riconoscimenti per il suo valore storico e culturale. Nel corso degli anni, la casa è stata restaurata e preservata per mantenere intatta la visione originale di Wright. L'edificio è registrato nel National Register of Historic Places e continua ad attirare l'attenzione di architetti, storici e appassionati di Wright da tutto il mondo.